# ウニヴェルソ・オンライン
ウニヴェルソ・オンライン（Universo Online SA, UOL）は、ブラジルのインターネット会社。サンパウロに1996年に設立された。ポータルサイトUOLを運営している。